# Dicranomyia (Dicranomyia) melina
Dicranomyia (Dicranomyia) melina is een tweevleugelige uit de familie steltmuggen (Limoniidae). De soort komt voor in het Australaziatisch gebied.